# Grup de la d'ansita
El grup de la d'ansita és un grup de minerals de la classe dels sulfats format per tres espècies: la d'ansita, la d'ansita-(Fe) i la d'ansita-(Mn). Totes tres espècies cristal·litzen en el sistema isomètric.
| Espècie       | Fórmula            |
| ------------- | ------------------ |
| D'ansita      | Na₂₁Mg(SO₄)₁₀Cl₃   |
| D'ansita-(Fe) | Na₂₁Fe²⁺(SO₄)₁₀Cl₃ |
| D'ansita-(Mn) | Na₂₁Mn²⁺(SO₄)₁₀Cl₃ |

Segons la classificació de Nickel-Strunz els minerals d'aquest grup pertanyen a «07.BC: sulfats (selenats, etc.), amb anions addicionals, sense H₂O, amb cations de mida mitjana i gran», juntament amb els minerals següents: alunita, amonioalunita, amoniojarosita, argentojarosita, beaverita-(Cu), dorallcharita, huangita, hidroniojarosita, jarosita, natroalunita-2c, natroalunita, natrojarosita, osarizawaïta, plumbojarosita, schlossmacherita, walthierita, beaverita-(Zn), ye'elimita, atlasovita, nabokoïta, clorotionita, euclorina, fedotovita, kamchatkita, piypita, klyuchevskita, alumoklyuchevskita, caledonita, wherryita, mammothita, linarita, schmiederita, munakataïta, chenita, krivovichevita i anhidrocaïnita.